# Giả thuyết phá thai - ung thư vú
Giả thuyết phá thai - ung thư vú cho rằng phá thai có thể làm tăng nguy cơ mắc ung thư vú. Giả thuyết này mâu thuẫn với quan điểm khoa học chính thống và cũng mâu thuẫn với các tổ chức y tế chuyên nghiệp lớn. Trong thời kỳ đầu mang thai, nồng độ hormone tăng lên, dẫn đến sự phát triển của vú. Giả thuyết cho rằng nếu quá trình này bị gián đoạn do phá thai thì nhiều tế bào chưa trưởng thành có thể bị bỏ lại và những tế bào chưa trưởng thành này có thể làm tăng nguy cơ ung thư vú theo thời gian.
Giả thuyết phá thai - ung thư vú đã trở thành đề tài nghiên cứu khoa học chuyên sâu và cộng đồng khoa học đưa ra kết luận rằng phá thai không gây ung thư vú và ung thư vú không phải là mối lo ngại cho những phụ nữ bị sảy thai hoặc xem xét phá thai. Sự đồng thuận này được hỗ trợ bởi các cơ quan y tế lớn, bao gồm Tổ chức Y tế Thế giới, Viện Ung thư Quốc gia Hoa Kỳ, Hiệp hội Ung thư Hoa Kỳ, Đại hội Bác sĩ Sản phụ khoa Hoa Kỳ, Đại học Hoàng gia Sản phụ khoa Vương quốc Anh, Trung tâm Nghiên cứu Ung thư Đức và Hiệp hội Ung thư Canada.
Một số nhà hoạt động chống phá thai đã tiếp tục thúc đẩy mối quan hệ nhân quả giữa phá thai và ung thư vú. Tại Hoa Kỳ, họ có luật pháp tiên tiến của tiểu bang mà ở một số tiểu bang yêu cầu các nhà cung cấp dịch vụ chăm sóc sức khỏe phải trình bày phá thai là nguyên nhân gây ung thư vú khi tư vấn cho những phụ nữ đang tìm cách phá thai. Sự can thiệp chính trị này lên đến đỉnh điểm khi chính quyền George W. Bush thay đổi trang web của Viện Ung thư Quốc gia để cho rằng phá thai có thể gây ung thư vú. Đáp lại sự quan tâm của công chúng đối với sự can thiệp này, NCI (National Cancer Institute) đã triệu tập một hội thảo năm 2003 quy tụ hơn 100 chuyên gia về vấn đề này. Hội thảo kết luận trong khi một số nghiên cứu báo cáo có một mối tương quan thống kê giữa ung thư vú và phá thai, thì bằng chứng khoa học mạnh nhất từ các nghiên cứu thuần tập tương lai lớn  đã chứng minh phá thai không liên quan đến sự gia tăng nguy cơ ung thư vú, và những phát hiện về mối tương quan này là do sai lệch trong trả lời của người tham gia (thiên kiến phản hồi).
Việc xúc tiến liên tục mối liên kết giữa phá thai và ung thư vú được xem là một phần của chiến lược chống phá thai "lấy người phụ nữ làm trung tâm". Các nhóm chống phá thai duy trì họ đang cung cấp những thông tin cần cho sự đồng ý về mặt pháp lý, mối quan tâm được chia sẻ bởi một số chính trị gia bảo thủ. Vấn đề phá thai - ung thư vú vẫn là chủ đề gây tranh cãi chính trị.